# Josué (sumo sacerdote)

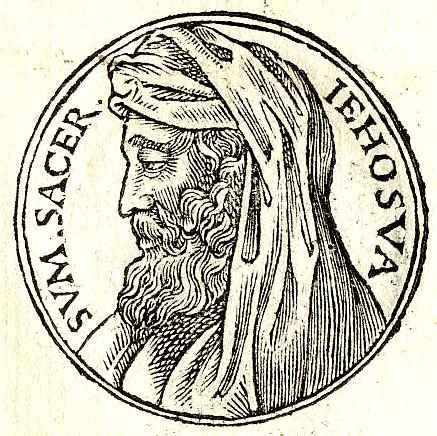
"Promptuarii Iconum Insigniorum"

Josué, hijo de Josedec (hebreo יְהוֹשֻׁוּעַ) o Yeshua (יֵשׁוּעַ) fue, de acuerdo con la Biblia, la primera persona elegida Sumo Sacerdote de Israel para la reconstrucción del Templo de Jerusalén, tras la vuelta de los judíos desde la cautividad de Babilonia.  Sirvió como Sumo Sacerdote 515-490 a. C. en la lista común de los sumos sacerdotes de Israel.  
La lista de Sumos Sacerdotes después de la restauración del Templo es la siguiente:
- Jesuá hijo de Josedec, 515-490 a. C. - Después de su muerte, en la alegoría de Zacarías, el diablo y el arcángel había disputado por su cuerpo.(Zacarías 3:1-6)
- Joaquín, hijo de Josué, 490-470 (Nehemías 12:10)
- Eliasib, hijo de Joaquín, 470-433 a. C. Alquiló el almacén del templo a Tobias amonita.(Nehemías 13:7).[2]
- Joiada, hijo de Eliasib, 433-410 a. C., se había casado con una hija de Sanbalat, que se había convertido en el enemigo de Nehemías (Nehemías 13:28).
- Joanan (Jonatán) hijo de Joiada, 410-371 a. C. - Aun uno de los hijos de Joiada, hijo de Eliasib el sumo sacerdote era yerno de Sanbalat horonita; por tanto lo ahuyenté de mí. (Nehemías 13:28)
- Jadua, hijo de Joanan, 371-320 a. C.